# マウリシオ・デ・ソウザ
マウリシオ・アラウージョ・デ・ソウザ（ポルトガル語: Mauricio Araújo de Sousa、1935年10月27日 - ）は、ブラジルの漫画家・ジャーナリスト・著作家。マウリシオ・デ・ソウザ・プロダクション社社長。自身の娘をモデルにした漫画作品『モニカと仲間たち』は50年以上連載され、ブラジルでは国民的人気を獲得している。2016年の統計では、最も売れたブラジル人作家の第2位にランキングされており、『モニカと仲間たち』はスペイン語や英語にも翻訳されている。
「ブラジルのディズニー」とも呼ばれる。

## 略歴
1935年10月27日にサンパウロ州サンタ・イザベルに生まれる。父親アントニオ・マウリシオは詩人であり、母親にも詩才があった。マウリシオは若い時にカートゥーンに興味を持ち、定期刊行物のポスターやイラストを描き始めた。17歳の頃にサンパウロの地方紙フォーリャ・ジ・サンパウロの社会部記者として働きはじめる。1959年には新聞社を辞め、漫画家としてのキャリアをスタートさせ、1970年に『モニカと仲間たち』の連載を始める。
『モニカと仲間たち』は世界的なヒットに恵まれ、映画、テレビ、ビデオゲームにもなった。サンパウロには『モニカと仲間たち』のテーマパークパルケ・ダ・モニカも1993年に造られている。なお、パルケ・ダ・モニカは2010年に閉園するが、2015年に再オープンしている。
マウリシオ本人と共に、漫画のキャラクターのモニカも2007年にブラジルのユニセフ親善大使（ブラジルの国内大使）に認定される。
1979年にはペレをモデルにした『ペレジーニョ』を連載し、2006年にはロナウジーニョをモデルにした『ロナウジーニョ・ガウチョ』を発表している。

## 日本との関係
マウリシオ・デ・ソウザの漫画のキャラクターの一つである菜食主義者のティラノサウルス「オラーシオ」は、サンリオの『いちご新聞』の表紙を飾ったり、ティー・エスファームが販売する深谷ねぎ「葱王」のブランドキャラクターにも採用されている。
2008年、日本人ブラジル移住100周年のマスコットキャラクター「チカラくんとケイカちゃん」をデザインする。キャラクターの使用権は、2年間無料でブラジル日本移民百周年記念協会に提供された。
2013年、漫画を通じて日本文化を広めることに貢献したとして旭日小綬章を受賞した。

### 手塚治虫との交流
1984年に国際交流基金の文化専門家派遣事業で、手塚治虫がブラジルを訪れた際に2人は出会い、意気投合し、共同でアニメを作ることを約束した。1989年の手塚の死によって、約束がそのまま果たされることはなかったが、2012年2月、3月に出版された『モニカと仲間たち 若者編』「緑の宝物(Tesouro Verde)」編（上巻）および、下巻で、手塚治虫の漫画キャラクターである『鉄腕アトム』のアトム、『リボンの騎士』のサファイア、『ジャングル大帝』のレオなどが、モニカたちとアマゾンの密林を護るために違法伐採者たちと戦うストーリーを描いた。日本国外で手塚漫画のキャラクターの使用許可が降りるのは初の事例となる。また、ブラジルと日本との交流の一例として認識されている。